# Zależność morfologiczna
Zależność morfologiczna - uwydatnienie istnienia związków składniowych między niektórymi leksemami (niekonieczne zależności składniowej) w konstrukcji bardziej rozbudowanej, a zwłaszcza różnicowanie formalne kilku podrzędników należących do tej samej części mowy, a zależnych składniowo od tego samego nadrzędnika. W klasycznej gramatyce zwane były związkami (zgody, rządu i przynależności). 

, np. Jaś obiecał mamie być grzecznym. W tym zdaniu zachodzi następująca zależność morfologiczna:
Jaś obiecał – zależność wzajemna: czasownik obiecał narzuca rzeczownikowi Jaś formę mianownika, a rzeczownik Jaś narzuca czasownikowi obiecał wartość rodzaju męskiego i liczby pojedynczej
obiecał mamie – zależność jednostronna: czasownik obiecał narzuca rzeczownikowi mamie formę celownika;
obiecał być – zależność jednostronna: czasownik obiecał narzuca czasownikowi być formę bezokolicznika; Jaś... być grzecznym - zależność składana: rzeczownik Jaś narzuca przymiotnikowi grzecznym wartość rodzaju męskiego i liczby pojedynczej, a czasownik być implikuje wartość narzędnika.

Bibliografia przedmiotu:
Henryk Wróbel Gramatyka języka polskiego, Kraków 2001, s.229-230.